# Вальтер Гозевіш
Вальтер Гозевіш (нім. Walter Gosewisch; 13 червня 1896, Ганновер — 6 березня 1973, Ганновер) — німецький офіцер, генерал-майор люфтваффе.

## Біографія
26 серпня 1914 року поступив на службу добровольцем в 6-й телеграфний батальйон. Учасник Першої світової війни. 31 липня 1920 року вийшов у відставку і поступив на службу в поліцію. 1 травня 1935 року перейшов у люфтваффе.
З 1 березня 1938 по 24 листопада 1941 року — начальник відділу комунікацій Імперського міністерства авіації, одночасно з 23 грудня 1939 по 1940 рік — командир частин зв'язку 4-го авіакорпусу. З 25 листопада 1941 по 26 червня 1942 року — командир частин зв'язку 10-го авіакорпусу. З 9 липня 1942 по 10 грудня 1943 року — вищий командир частин зв'язку при командуванні 5-го повітряного флоту, з 17 грудня 1943 по 14 березня 1944 року — при авіаційному командуванні «Південний Схід». З 2 квітня 1944 року — начальник інспекції частин зв'язку при командувачі частин зв'язку люфтваффе. З 11 квітня 1945 року — вищий командир частин зв'язку при ОКЛ. 25 травня 1945 року взятий в полон британськими військами, згодом переданий американцям. Звільнений 27 червня 1947 року.

## Звання
- Кандидат в офіцери (1916)
- Лейтенант (20 липня 1917)
- Обер-лейтенант запасу (31 липня 1920)
- Лейтенант поліції (1 серпня 1920)
- Обер-лейтенант поліції (1 січня 1923)
- Гауптман поліції (29 квітня 1927)
- Гауптман (1 травня 1935)
- Майор (1 грудня 1935)
- Оберст-лейтенант (1 грудня 1938)
- Оберст (1 грудня 1940)
- Генерал-майор (1 жовтня 1943)

## Нагороди
- Залізний хрест 2-го і 1-го класу
- Почесний хрест ветерана війни з мечами
- Медаль «За вислугу років у Вермахті» 4-го, 3-го, 2-го і 1-го класу (25 років)
- Медаль «У пам'ять 1 жовтня 1938» із застібкою «Празький град»
- Застібка до Залізного хреста 2-го і 1-го класу